# ستيفن بالازو
ستيفن مكارتي بالازو (بالإنجليزية: Steven McCarty Palazzo)‏ (ولد في 21 فبراير 1970 في غولفبورت، مسيسيبي، الولايات المتحدة) سياسي أمريكي يمثل المقاطعة الرابعة في ولاية ميسيسيبي في مجلس النواب الأمريكي منذ عام 2011. تشمل المقاطعة معظم مناطق ميسيسيبي من جهة ساحل الخليج وهي بيلوكسي وغولفورت وباسكاغولا ولوريل وهاتيسبورغ. بالازو عضو في الحزب الجمهوري. هزم بالازو النائب الديمقراطي آنذاك جين تايلور الذي قضى عشر سنوات بنسبة 52٪ مقابل 47٪ من الأصوات في انتخابات منتصف مدة 2010. في السابق عمل في مجلس نواب ميسيسيبي بعد أن مثل المقاطعة السادسة عشر بعد المائة من 2006 إلى 2011. هزم بالازو تايلور مرة أخرى في الانتخابات الرئاسية في يونيو 2014. قام تايلور بتغيير حزبه في محاولة للعودة إلى مقعده السابق في المجلس.
انضم بالازو إلى محمية فيلق البحرية في عام 1988 وعمل مع مجموعة الاستطلاع الثالثة للقوة في حرب الخليج الثانية.